# Anbārdeh
Anbārdeh (persiska: انبارده) är en ort i Iran.   Den ligger i provinsen Mazandaran, i den norra delen av landet, 110 km nordost om huvudstaden Teheran. Anbārdeh ligger 133 meter över havet och antalet invånare är 242.
Terrängen runt Anbārdeh är kuperad åt sydväst, men åt nordost är den platt.Runt Anbārdeh är det ganska tätbefolkat, med 149 invånare per kvadratkilometer. Närmaste större samhälle är Āmol, 10,2 km nordost om Anbārdeh. I omgivningarna runt Anbārdeh växer i huvudsak blandskog.